# Моррис, Сара
Сара Моррис (англ. Sarah Morris; род. 1967 в Лондоне, Великобритания, живёт и работает в Лондоне и Нью-Йорке) - современный художник, живописец, работает в стиле неогеометрической абстракции.

## Образование
- 1985 - 1989 Brown University, B.A
- 1989 - 1990 Whitney Museum of American Art Independent Study Program

## Творчество
- В начале карьеры Моррис создавала текстовую живопись, переводя язык заголовков средств массовой информации в визуальные формы в кричащих цветах популярной культуры. Она выражала эмоциональную власть слов, таких как "безумный", "виновен", "лгун" тем же шрифтом и цветом, который она использовала для слов "Джонни", "сахар" и "пончик".
- С середины 1990-х Сара Моррис создает комплексные произведения - абстрактную живопись и фильмы. Это работы, основанные на близком знакомстве с архитектурными деталями в сочетании с критическим восприятием психологии города и его ключевых протагонистов. Её живопись - выражение урбанизированной Америки через фильтр эстетики в духе Уорхола. Её более поздние серии - "Midtown" и "Neon" - использовали городскую архитектуру как отправную точку. Картины представляли собой графически упрощенные детали фасадов зданий небоскребов на Манхеттене или отелей Лас Вегаса в виде структурной решетки. Моррис изучала семантику в Brown University и её работы отражают интерес к знакам и де-кодированию архитектурного окружения. В серии Neon архитектурные решетки драматически выстраиваются в диагонали, делая образ динамичным. Живопись тщательно выполнена блестящими красками для домашних работ и области решетки читаются одновременно как остекленные части здания и как активный самостоятельный цвет. Каждая картина повторяет цветные модули и их взаимодействия в разных последовательностях, что помогает отразить магнетическое притяжение города с его движением и неоновыми огнями.
- Помимо "архитектурных" серий, Моррис также создала серию абстрактных портретов, в которых изображение было сведено к плоским блокам цвета.

## Персональные выставки
- 2009 Istituzione Galleria d'Arte Moderna di Bologna / GAM, Bologna
- 2008 1972, Städtische Galerie im Lenbachhaus, Munich
- 2008 Sarah Morris, Beyler Foundation, Basel
- 2008 Lesser Panda, White Cube, Masson’s Yard, London
- 2007 Chinatowns, Galerie Max Hetzler, Berlin
- 2007 Sarah Morris, Whitechapel Laboratory, London
- 2007 The Towne Index, Air de Paris, Paris
- 2007 Robert Towne, Ring Paintings, and Origami, Friedrich Petzel Gallery, New York
- 2006 Monaco Reflecting Pools, Civic Centre Oval, Village of Key Biscayne
- 2006 A Severe Insult to the Brain, Galerie Meyer Kainer, Vienna
- 2006 Sarah Morris - Artist in Focus, Museum Boijmans Van Beuningen, Rotterdam
- 2006 Robert Towne, Lever House Public Art Fund Project, New York
- 2005 The 1st At Moderna, Moderna Museet, Sweden
- 2005 Endeavor (Los Angeles), Palais De Tokyo, Paris
- 2005 Los Angeles, Kestner Gesellschaft, Hannover
- 2005 Los Angeles Drawings, Galerie Aurel Scheibler, Cologne
- 2005 Sarah Morris, Friedrich Petzel Gallery, New York
- 2004 If Direction, If A Look, Javier Lopez, Madrid
- 2004 Bar Nothing, Galerie Max Hetzler, Berlin
- 2004 Los Angeles, White Cube, London
- 2004 Sarah Morris, Kunstforeningen, Copenhagen
- 2003 Lost Weekend, Friedrich Petzel Gallery, New York
- 2003 Orchid Lounge, Air de Paris, Paris
- 2002 Sarah Morris, Miami MOCA, Miami
- 2002 Capital, Site Santa Fe, Santa Fe
- 2002 Cinecity: The Films of Sarah Morris, Hirshhorn Museum, Washington, D.C.
- 2002 Rock Creek, Galerie Meyer Kainer, Vienna
- 2002 At Speed, Galerie Max Hetzler, Berlin
- 2001 Crystal, Friedrich Petzel Gallery, New York
- 2001 Dulles, Galerie Aurel Scheibler, Cologne
- 2001 Correspondence, Nationalgalerie im Hamburger Bahnhof, Museum fur Gegenwart, Berlin
- 2000 Rumjungle, White Cube², London
- 2000 Sarah Morris, Kunsthalle Zurich, Zurich
- 2000 Sarah Morris, Galerie für Zeitgenössische, Leipzig
- 2000 Sarah Morris, Philadelphia Museum of Art, Pennsylvania
- 1999 Sarah Morris, Friedrich Petzel Gallery, New York
- 1999 Sarah Morris, Museum of Modern Art, Oxford
- 1998 Sarah Morris, Galerie Max Hetzler, Berlin
- 1998 Sarah Morris, Le Consortium, Centre d’Art Contemporain, Dijon
- 1996 Sugar, Gallery Philippe Rizzo, Paris
- 1996 Sarah Morris: Drawings, Anton Kern Gallery, New York
- 1996 One False Move, White Cube, London
- 1994 Try God, Nicole Klagsbrun, New York
- 1993 Sarah Morris, Close-Up, New York
- 1992 Citizens, Kunsthall, New York